# Olympiske Stadion (Kyiv)
Det Olympiske Stadion (ukrainsk: Національний спортивний комплекс "Олімпійський", tr. Natsionalnij sportivnij kompleks "Olimpijskij") er en arena i den ukrainske hovedstad Kyiv, med en tilskuerkapacitet på 68.055 siddepladser ved fodboldkampe. Stadionet er det største i Ukraine. Stadionet har været igennem mange renoveringer, men i mange år var den uden siddepladser, hvilket betød at der ofte var over 100.000 tilskuere på stadionet. Det er det andet største Stadion i Østeuropa efter Luzjniki Stadion i Moskva. Ved Sommer-OL 1980 blev der spillet flere fodboldkampe i Kyiv.
Stadionet blev første gang indviet den 12. august 1923, og er blevet renoveret i 1941, 1999 og 2011. Fra 2008 til 2011 var hele anlægget lukket på grund af en større ombygning, hvor der blandt andet kom nyt tag. Det blev genåbnet 9. oktober 2011 ved en koncert med Shakira, og den 11. november samme år blev der igen spillet fodbold, da Ukraine og Tyskland spillede 3-3 i en venskabskamp.
Olimpiyskiy blev anvendt ved Europamesterskabet i fodbold 2012, hvor blandt andet finalen blev spillet. Det er hjemmebane for Dynamo Kyiv Europæiske kampe og det Ukraineske landshold

## Tidligere navne
- 1923: Røde Stadion af Trotskij
- 1924–1935: Røde Stadion
- 1936–1938: Republikkens Stadion af Kosior
- 1938–1941: Republikkens Stadion
- 1941: Republikkens Stadion af Khrusjtjov (kapacitet 50.000)
- 1941–1943: Alle Ukrainers Stadion
- 1944–1962: Republikkens Stadion of Khrushchev (kapacitet 47.756)
- 1962–1979: Central Stadion (kapacitet 100.062 i 1967)
- 1980–1995: Republikkens Stadion
- 1996–nu : Olympic NSK (kapacitet 83.450 i 1999; 70.050 i 2011)[1][2]

## UEFA Euro 2012
Olimpiyskiy National Sports Complex var ét af otte stadioner der blev anvendt under Europamesterskabet i fodbold 2012.
| Dato          | Tid   | Hold 1   | Res.      | Hold 2  | Runde       |
| ------------- | ----- | -------- | --------- | ------- | ----------- |
| 11. juni 2012 | 20.45 | Ukraine  | 2-1       | Sverige | Gruppe D    |
| 15. juni 2012 | 20.45 | England  | 3-2       | Sverige | Gruppe D    |
| 19. juni 2012 | 20.45 | Frankrig | 0-2       | Sverige | Gruppe D    |
| 24. juni 2012 | 20.45 | England  | 0-0 (2-4) | Italien | Kvartfinale |
| 1. juli 2012  | 20.45 | Spanien  | 4-0       | Italien | Finale      |